# 小蟾属
小蟾属(Parapelophryne )是无尾目蟾蜍科的一属动物。

## 種類
- 鳞皮小蟾（Parapelophryne scalpta）